# هوسيا بالو
هوسيا بالو (بالإنجليزية: Hosea Ballou)‏ هو عالم عقيدة وكاتب ومؤلف أمريكي، ولد في 30 أبريل 1771 في Richmond, New Hampshire ‏ في الولايات المتحدة، وتوفي في 6 يونيو 1852 في بوسطن في الولايات المتحدة.

## وصلات خارجية
- هوسيا بالو على موقع الموسوعة البريطانية (الإنجليزية)